# Cairn de Petit Mont
Le cairn de Petit Mont est un complexe mégalithique, situé sur le promontoire de Petit Mont de la commune d'Arzon, en presqu'île de Rhuys, dans le département du Morbihan. Il correspond à un ensemble monumental, construit en plusieurs phases durant le Néolithique, composé de deux cairns accolés et de deux dolmens. Le site a été fortement endommagé par la construction d'un bunker durant la Seconde Guerre mondiale. Les deux chambres mégalithiques encore visibles sont abondamment décorées de gravures.

## Historique
À l'âge du fer, le site fut occupé par une population gauloise comme l'attestent la découverte de nombreuses céramiques domestiques, d'objets en pâte de verre et de monnaies vénètes et turones. Les nombreuses statues de Vénus en terre blanche retrouvées sur place laissent entendre que le dolmen à couloir fut transformé en sanctuaire à l'époque romaine.
Le cairn du Petit-Mont est mentionné en 1560 comme amer dans Le Routier Pilote de Garcie Ferrande. La première fouille partielle du site, limitée au dolmen Est, est réalisée en 1864 par de D. de Cussé et Louis Galles, membres de la Société polymathique du Morbihan, mais leurs travaux ne donnent lieu à aucun rapport écrit. Il n'en subsiste qu'un plan sommaire de la chambre, un relevé des plusieurs gravures et un petit mobilier archéologique déposé au musée archéologique de Vannes. En mai 1899, un habitant de Plouharnel proposa d'acheter le site pour y entreprendre une fouille mais le conseil municipal d'Arzon refusa la vente et l'autorisation des fouilles. Le site fait l’objet d’un classement au titre des monuments historiques par arrêté du 5 août 1904. 
À partir de 1905, Zacharie Le Rouzic y mène des fouilles mais une polémique l'opposant à d'autres membres de la Société polymathique l'étendue de ses travaux demeure imprécise ; il semble qu'ils consistent principalement en une restauration du dolmen Est (relevage des orthostates du couloir et de la chambre, remise en place de la dalle de couverture). Le Rouzic réalise une seconde restauration en 1933, puis présente un vaste projet d'exploration du cairn qui ne se réalisera pas.

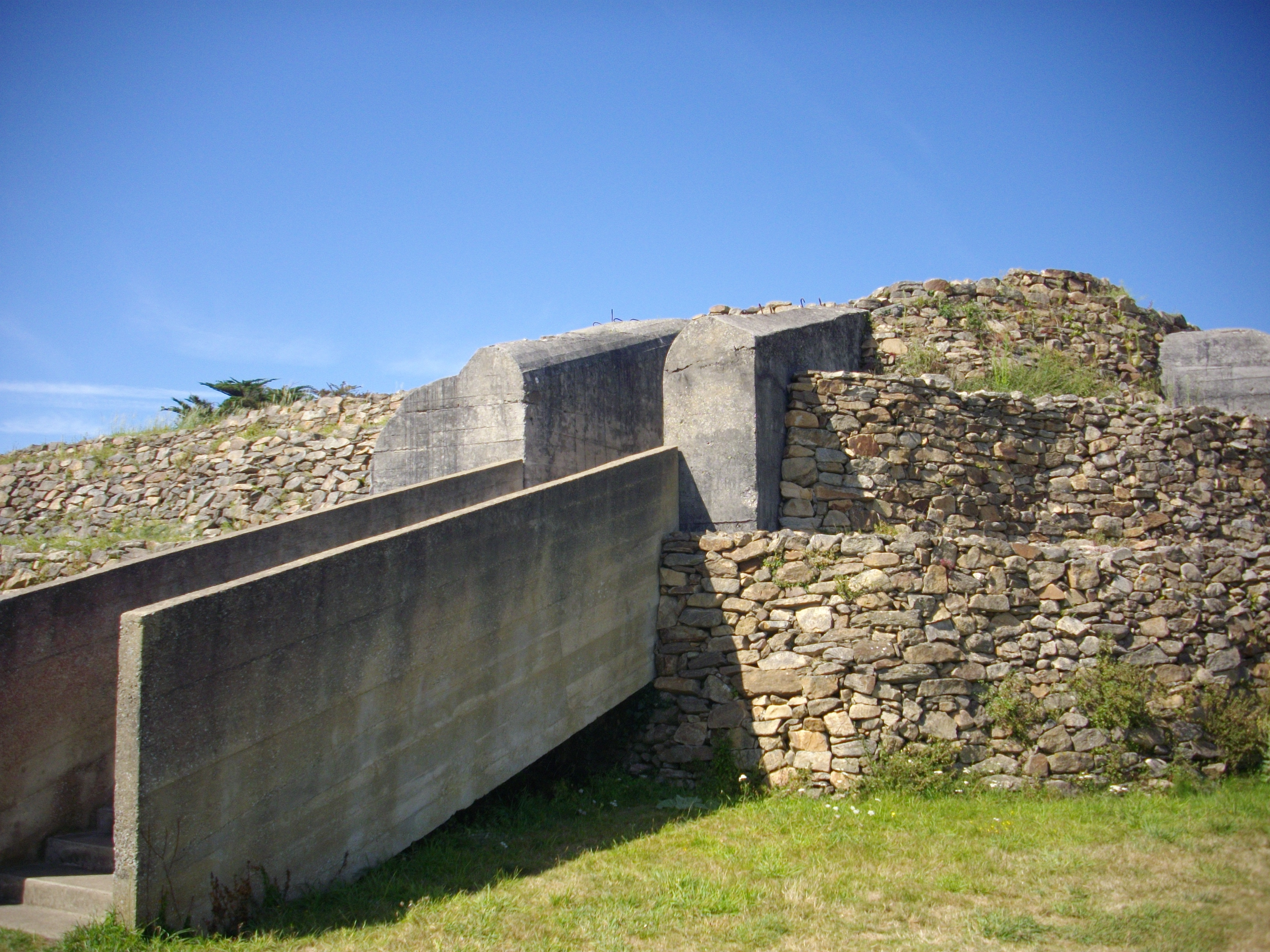
Le blockhaus et l'entrée contemporaine.

En 1943, dans le cadre des constructions du Mur de l'Atlantique, plusieurs abris, casemates et un bunker type 635 sont construits sur le site du Petit Mont pour profiter de la vue prééminente qu'il offre sur la baie de Quiberon, la masse du cairn permettant par ailleurs de camoufler le bunker. Ces constructions affectent les parties sud-est et nord-est du cairn entrainant une destruction totale du dolmen ouest, remplacé par le bunker encore visible, et presque totale du dolmen oriental (dynamitage de la dalle de couverture, déblaiement de la chambre) malgré les protestations d'un officier allemand qui était archéologue dans le civil. Certaines dalles pourraient avoir été incluses dans le béton des ouvrages. A cette occasion furent recueillies des perles et des pendeloques en variscite. 
En 1979, face à la menace d'un projet d'aménagement touristique, une reprise des fouilles est entreprise sur le site par Joël Lecornec afin de mesurer l'ampleur des dégâts résultant des travaux réalisés durant la Seconde Guerre mondiale. Ces fouilles se poursuivent jusqu'en 1989 et de 1992 à 1993, le monument fait l'objet d'une restauration.

## Description
L'ensemble de la structure mesure 60 m de longueur sur 46 m de largeur et 6 m de hauteur, soit un volume de pierres estimé à 10 000 m3 sachant que de tout temps le site a ultérieurement servi de carrière improvisée. Les deux cairns et les dolmens sont renfermés dans un double mur de parement. Le mur de parement interne atteint encore 5,60 m de hauteur mais la hauteur du mur de parement ne dépasse pas 1,50 m de hauteur. Des petits galets en quartz blanc ont été retrouvés disséminés de manière irrégulière entre les blocs de granite utilisés pour construire des murs de parement, leur présence pourrait correspondre à un dépôt rituel.

### Tertre T, cairns A et B
Une première occupation du site est attestée vers 4 500 av. J.-C. par la construction d'un tertre pré-mégalithique, dénommé tertre « T », d'environ 1,50 m d'épaisseur. Un premier cairn « A », de forme sub-trapézoïdale, est édifié sur ce tertre quelques siècles plus tard. Il mesure 35 m de long sur 20 m de large et 8 m de hauteur. Il ne comporte aucune structure funéraire dans sa structure interne.
Vers 4 000 av. J.-C, un second cairn « B » est édifié accolé à la façade sud du cairn A. Il renferme un dolmen à couloir comportant une chambre de forme pentagonale. Le couloir est délimité par trois dalles côté nord et deux côté sud. Les dalles du côté nord portent toutes des gravures (arceaux, motifs orthogonaux). Le sol du couloir est recouvert par trois dalles bien ajustées. Le sol de la chambre est constitué d'une grande stèle-idole (4 m de long pour une largeur de 2,20 m à la base et de 4 m à hauteur d'épaules), sans aucune gravure, abattue et brisée. La base des orthostates latéraux délimitant la chambre a été soigneusement calée le long des bords de cette dalle. Six des huit orthostates délimitant la chambre comportent des gravures obtenues par piquetage avec des percuteurs en quartzite qui ont été retrouvés au pied même des dalles. Les motifs représentés correspondent à des haches emmanchées stylisées, à des arceaux et des lignes dans le style des gravures de Gavrinis.

### Les dolmens
Vers 3 000 av. J.-C, deux dolmens, dits dolmen « Est » et « Ouest », sont construits contre la façade est. 

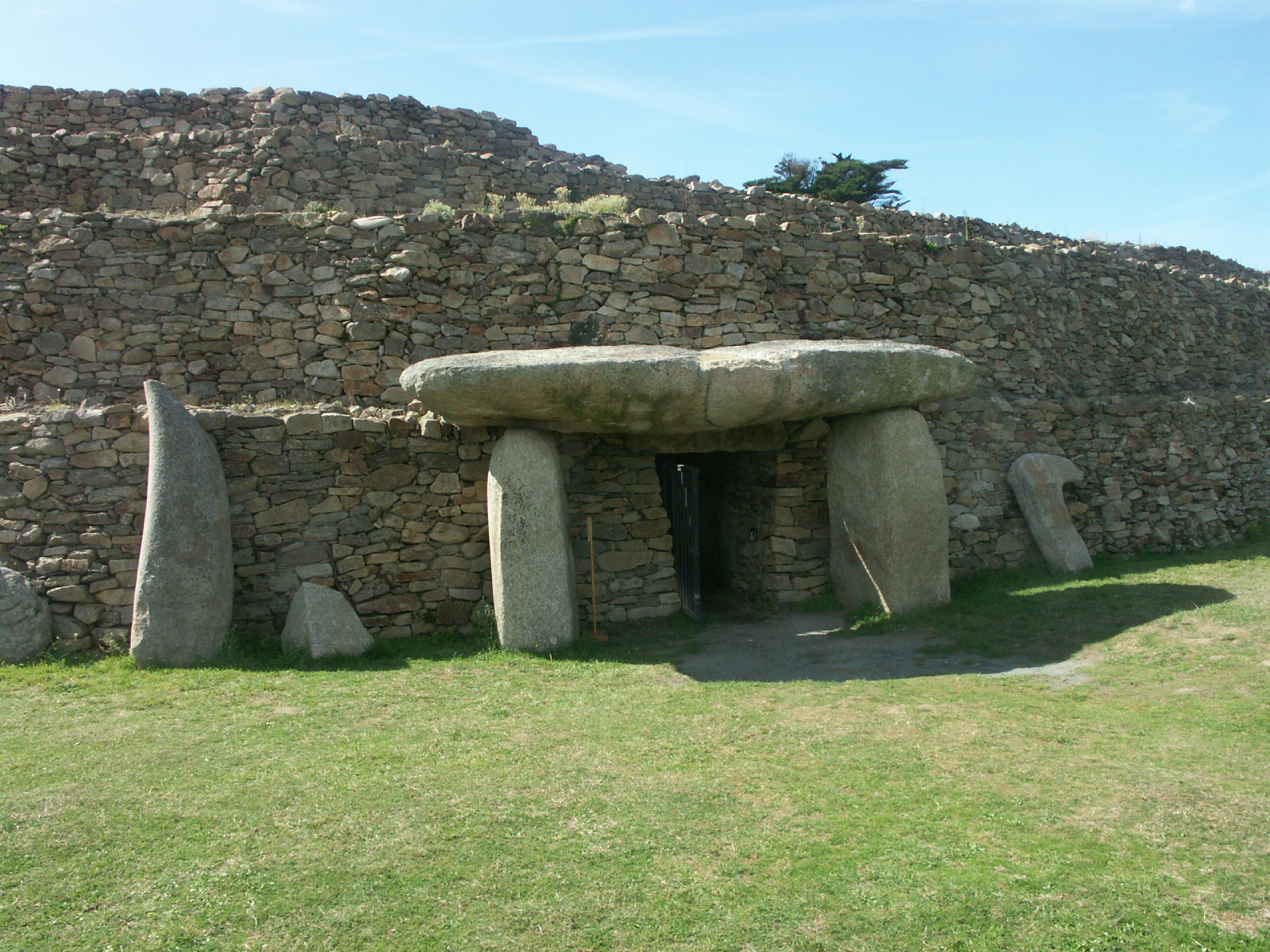
Portique d’entrée du dolmen Est.

#### Dolmen Est
Le dolmen Est ayant été très endommagé lors de la construction du blockhaus, son architecture n'est connue qu'en interprétant le plan sommaire de Cussé et en le comparant avec les relevés de Le Rouzic. La chambre est précédée d'un couloir ouvrant à l'est/sud-est. L'entrée du couloir est matérialisée par un portique monumental de type trilithe. Les blocs de pierre utilisés sont en granite à deux micas provenant probablement du filon présent à Sarzeau à une dizaine de kilomètres. La surface des montants verticaux a été soigneusement piquetée. Le linteau (brisé en deux fragments) a également été piqueté et comporte deux cupules. Le couloir mesure 7,30 m de longueur et sa largeur reste constante. Deux dalles en granulite et une troisième en forme de demi-lune trouvées devant le portique (et désormais redressées de part et d'autre de l'entrée) pourraient correspondre aux éléments constituant la porte d'origine. L'extrémité ouest du couloir comporte encore deux dalles gravées en vis-à-vis. Le support dit S3 (côté sud) est recouvert sur la moitié de sa hauteur par une série d'arcs imbriqués sur huit lignes superposées dans le style de ceux visibles à Gavrinis. Le support N5 (côté nord) est totalement recouvert du même type de gravures sur les trois quarts de sa hauteur et comporte sur la tranche deux cupules.
Dans la chambre, il ne subsiste plus que cinq supports, qui ont été endommagés par le dynamitage de la dalle de couverture mais leur décor est encore visible. La dalle C1 comporte, au centre, un motif de « roue solaire » à dix-sept rayons entourant une cupule, l'ensemble surmontant une série d'environ cinq lignes de chevrons et, en haut à droite, deux crosses effacées. La dalle C2 est gravée de plusieurs motifs visibles en lumière rasante (trois arceaux imbriqués, des signes jugiformes et serpentiformes, une petite crosse, une hache emmanchée). Les dalles C3 et C4 sont très endommagées mais des chevrons, des lignes courbes et une ligne serpentiforme y sont encore visibles. Grâce au relevé effectué par Le Rouzic on connait le décor qui ornait les quatre orthostates disparus (dynamités ou inclus dans le béton du bunker) : C6 comportait une gravure de « roue solaire » plus petite que celle visible sur C1, C7 était recouverte de cupules sur toute sa surface, C8 était ornée d'une paire de pieds en relief incluse dans un cartouche piqueté et de diverses figurations (haches emmanchées stylisées, déesse en écusson sur une braque, signes serpentiformes et lignes brisées. La dalle constituant le seuil de la chambre est constituée d'un bloc de grès beige alors que tous les orthostates sont en granite. Elle comporte sur une face un décor gravé constitué de deux haches et d'une hampe (crosse ou hache) dont l'extrémité a disparu.

Dalles gravées du cairn de Petit Mont
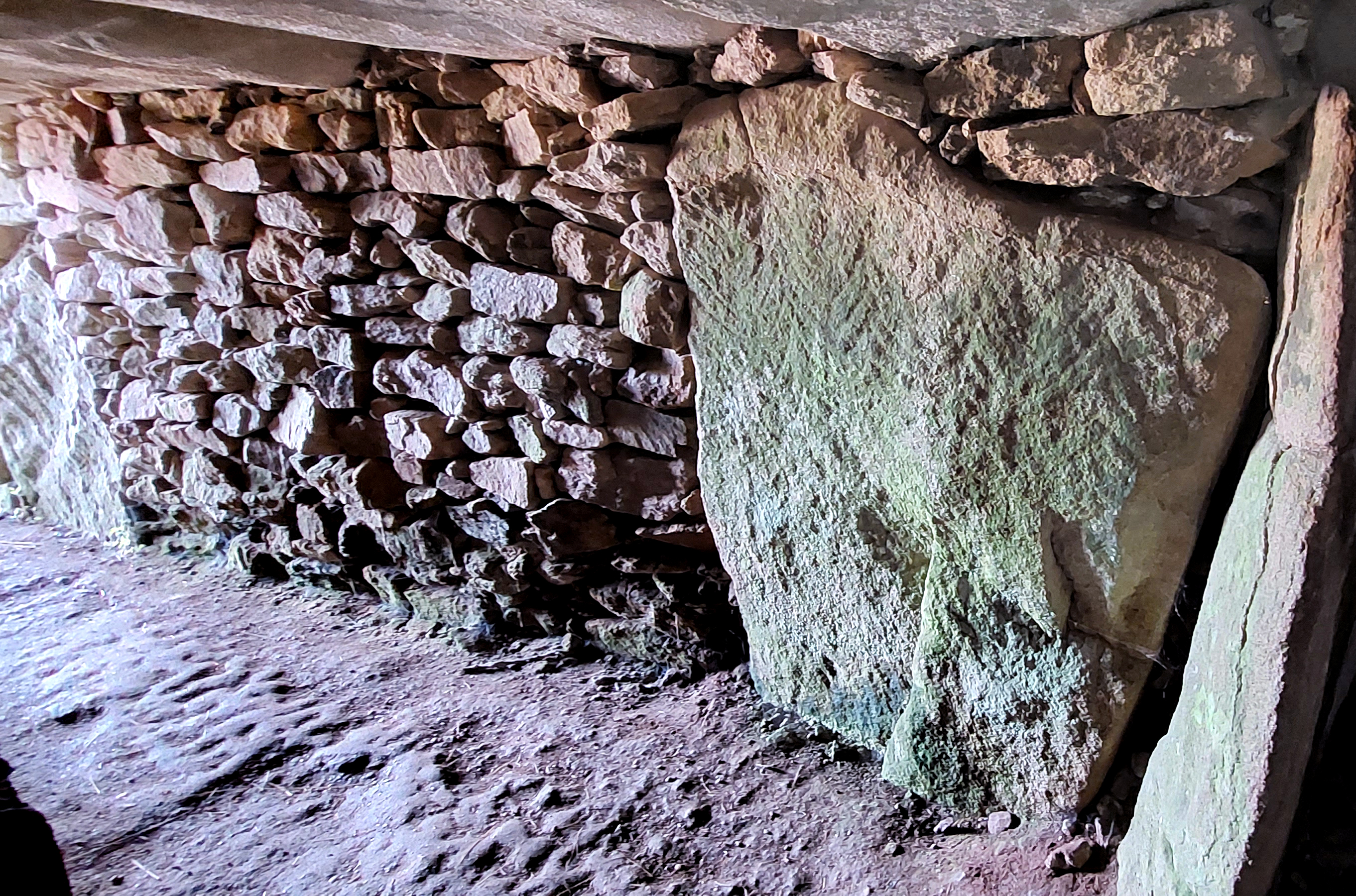
Dolmen Est : dalle N5.
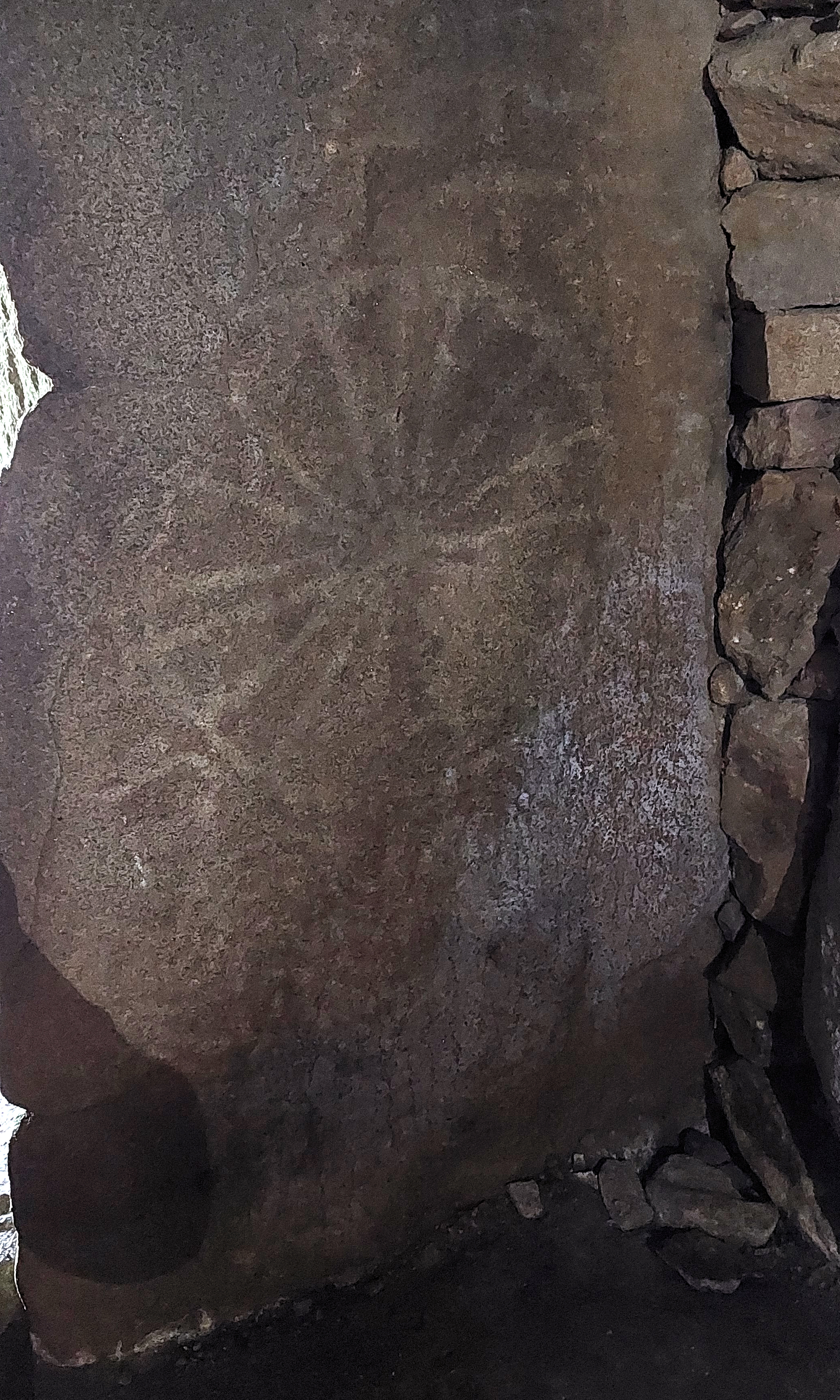
Dolmen Est : dalle C1 avec roue solaire.
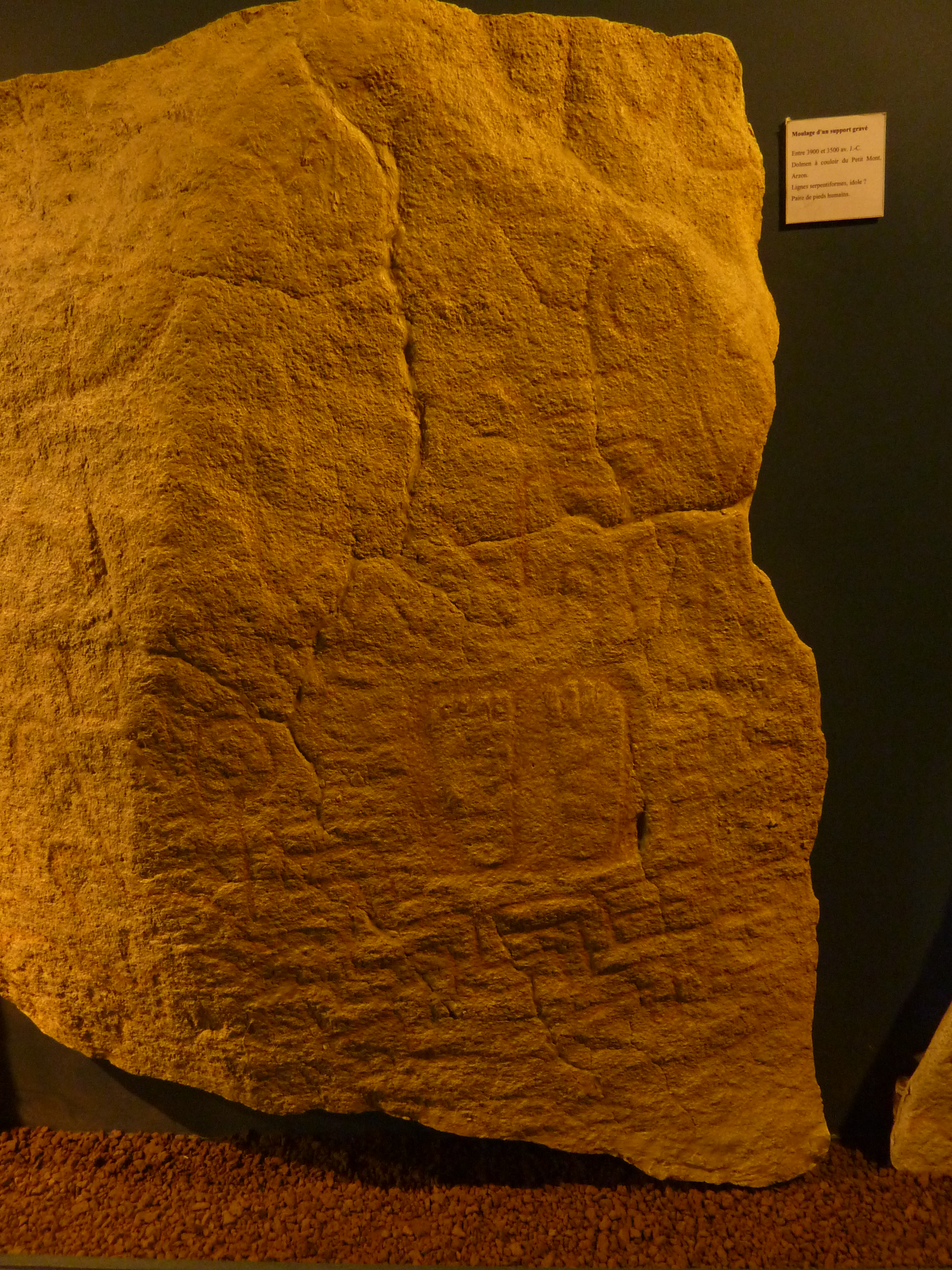
Dolmen Est : copie de la dalle S8.
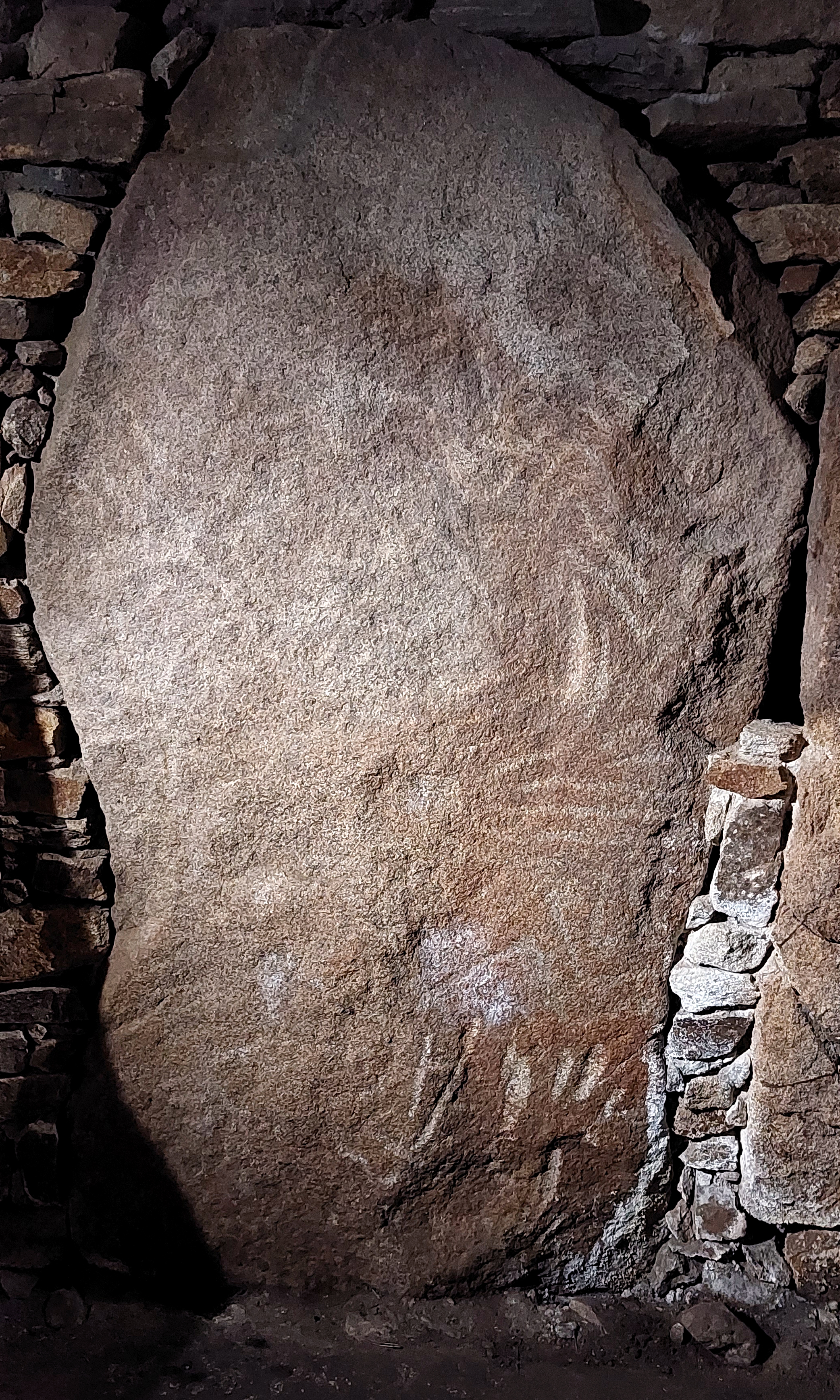
Dolmen Est.
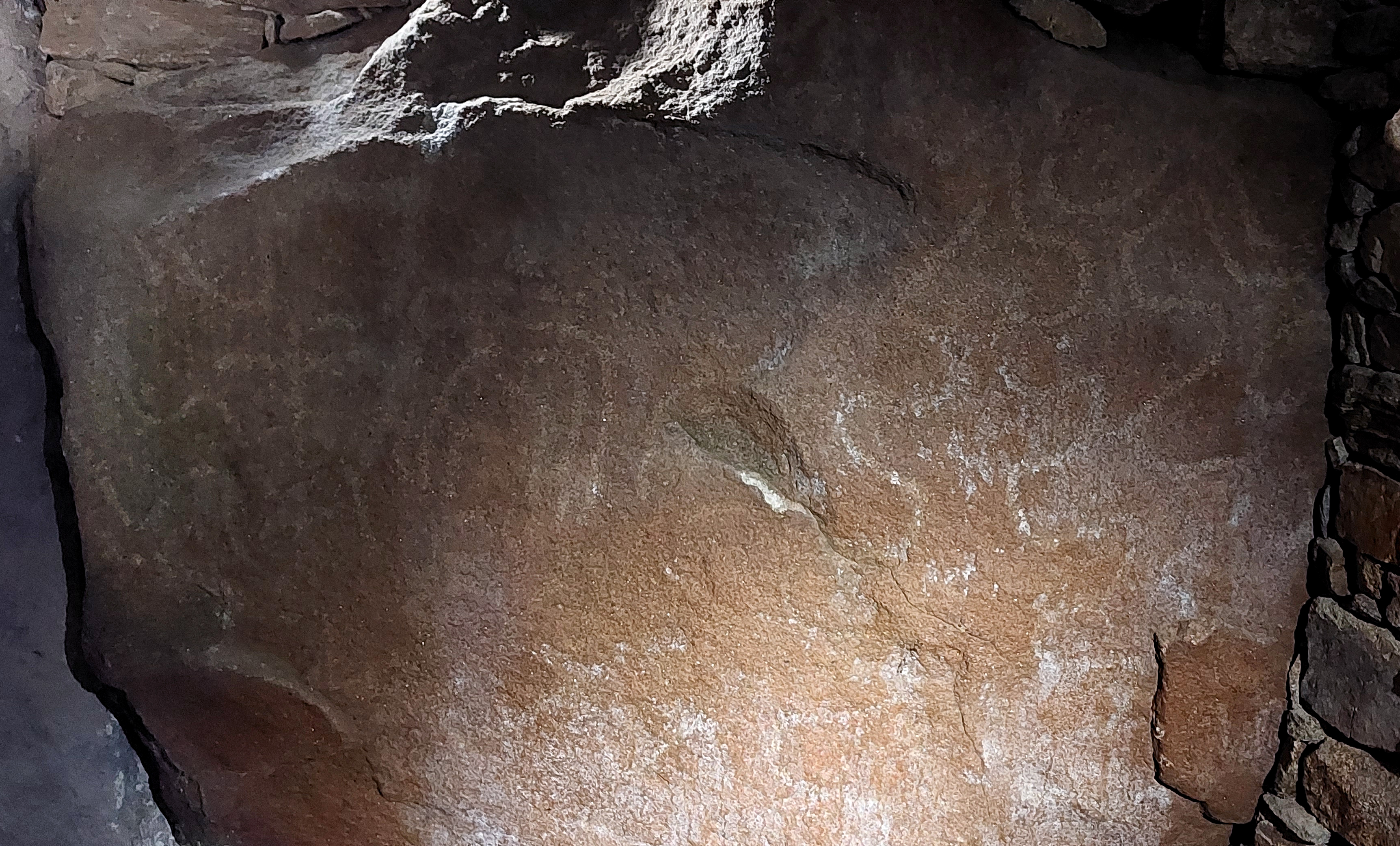
Dolmen Est.
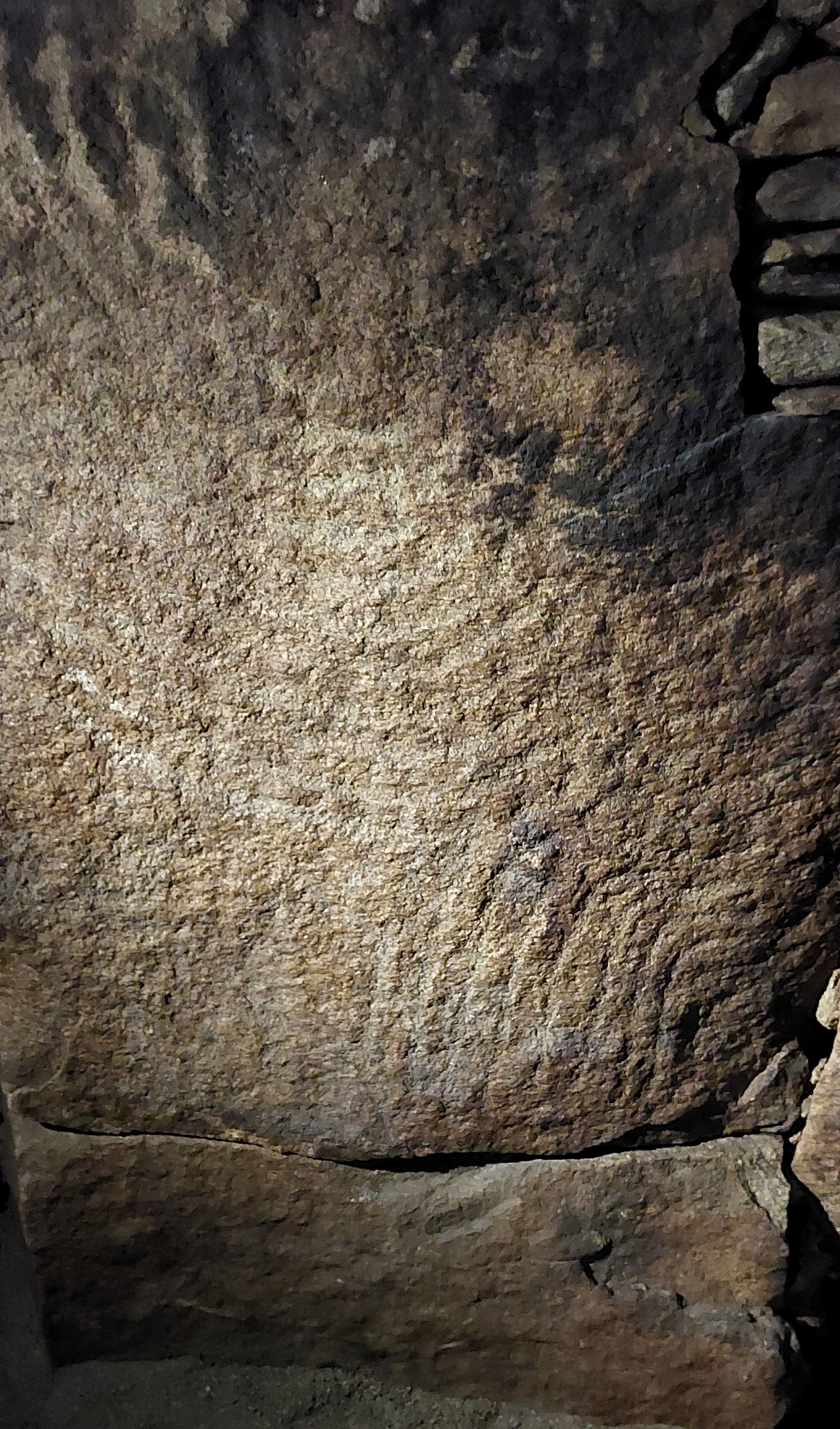
Dalle du Cairn B.

#### Dolmen Ouest
Il n'en subsiste que l'amorce du couloir construit avec des murs en pierre sèche. Les ouvriers ayant participé à la construction du bunker ayant souvenir d'avoir vu des dalles, il est possible que son architecture était semi-mégalithique.

## Matériel archéologique
Des céramiques attribuées à la Culture de Cerny ont été découverte dans un habitat proche du site.

### Cairn B
Plusieurs centaines de tessons de poteries ont été retrouvés dans la chambre principalement et dans le couloir. La majorité de ces fragments correspond à des vases apodes à pâte brune lissée, mais d'autres récipients incomplets ont pu être identifiés : deux petits gobelets, un vase à large ouverture, un vase de type le Souch', une coupe, une coupelle, un gros fragment de marmite et une coupe à pied type Colpo. Le matériel lithique est rare, une hachette en dolérite et une autre en éclogite découvertes posées à plat sur le sol de la chambre et quelques outils en silex recueillis dans les éboulis de la façade.

### Dolmen Est
Le mobilier recueilli lors des fouilles de De Cussé et de Le Rouzic, essentiellement en avant de la façade est, est en partie perdu, il n'en demeure qu'une petite hache (diorite ?), trois perles en callaïs et des fragments de poterie attribués au Campaniforme. Les campagnes de fouille ultérieures n'ont pas permis de recueillir un mobilier néolithique beaucoup plus abondant. La céramique découverte comprend quelques tessons retrouvés dispersés devant l'entrée du couloir et au pied du mur de parement attribués au Campaniforme. Les objets lithiques se limitent à une herminette en dolérite type Plussulien et quelques éclats et lames fragmentées en silex et les objets de parure à trois petites perles en variscite.
L'essentiel du matériel archéologique (monnaie romaine, tessons de céramiques et de statuettes) retrouvé date de l'Âge du fer. Les poteries à céramique noire sont particulièrement abondantes. Quelques éléments de parure en pâte de verre (perle, anneau, fragment de bracelet) à incrustation ou translucide ont aussi été retrouvés. C'est lors de sa restauration du dolmen Est que Le Rouzic recueillit à l'entrée du couloir du dolmen de nombreux fragments de statuettes gallo-romaines en terre blanche, de petits bronzes romains et des objets en verre (grain de collier, fragment d'une coupe). L'ensemble indique une réutilisation du dolmen Est jusqu'au IIIe siècle.